# Cyril Peacock
Cyril Francis Peacock (ur. 19 września 1929 w Fulham, zm. 31 grudnia 1992) – brytyjski kolarz torowy i szosowy, dwukrotny medalista torowych mistrzostw świata.

## Kariera
Pierwszy sukces w karierze Cyril Peacock osiągnął w 1952 roku, kiedy to zdobył brązowy medal w sprincie indywidualnym amatorów podczas mistrzostw świata w Paryżu. W zawodach tych wyprzedzili go jedynie dwaj Włosi: Enzo Sacchi i Marino Morettini. W tym samym roku wystartował na igrzyskach olimpijskich w Helsinkach, gdzie był czwarty w sprincie indywidualnym, przegrywając walkę o podium z Niemcem Wernerem Potzernheimem. Na rozgrywanych dwa lata –później mistrzostwach świata w Kolonii w tej samej konkurencji Peacock był już najlepszy, podobnie jak na rozgrywanych w tym samym roku igrzyskach Imperium Brytyjskiego i Wspólnoty Brytyjskiej w Vancouver. Na MŚ w Kolonii złoto w sprincie zawodowców zdobył jego rodak  Reg Harris. Były to ostatnie złote medale dla Wielkiej Brytanii w sprincie, aż do zwycięstwa Chrisa Hoya podczas mistrzostw świata w Manchesterze w 2008 roku. Ponadto Cyril Peacock trzykrotnie zdobywał mistrzostwo Wielkiej Brytanii w swej koronnej konkurencji.